# Форакер (гора)
Фо́ракер (англ. Mount Foraker) — гора в составе Аляскинского хребта на территории штата Аляска (США) в национальном парке Денали. Имея абсолютную высоту 5304 метра над уровнем моря, является второй по высоте вершиной хребта, занимает третью строчку в списке самых высоких гор не только Аляски, но и всех США, и шестую в аналогичном списке для всей Северной Америки.

Впервые покорена 6—10 августа 1934 года альпинистами Чарльзом Хьюстоном, Томасом Брауном и Чичелом Уотерстоном.

## История
Новое имя горе было дано в 1899 году лейтенантом Дж. С. Херроном в честь политика Джозефа Форакера (1846—1917), бывшего в то время сенатором-республиканцем от штата Огайо. До продажи Аляски Россией гора носила название Большая гора. Интересно, что как русские, так и местные эскимосы племени денаъина, жившие в долине реки Суситна, не отличали друг от друга горы Форакер и Денали, находящуюся поблизости: они употребляли обозначения Большая гора и Денали, соответственно, не к отдельным вершинам, а ко всему этому горному массиву. А вот индейцы, жившие на территории современной местности Лейк-Минчумина, различали эти две вершины: Форакер они называли Султана (в переводе — «Женщина») и Менлале («Жена Денали»).